# Free Fire
Free Fire è un film del 2016 diretto da Ben Wheatley.
Tra gli interpreti principali figurano Sharlto Copley, Armie Hammer, Brie Larson, Cillian Murphy, Jack Reynor e Michael Smiley.

## Trama
Boston, 1978. Due gruppi di trafficanti d'armi si incontrano in un magazzino isolato per uno scambio, ma qualcosa non va per il verso giusto ed ha inizio una spietata sparatoria.

## Produzione
Nell'ottobre 2014, Olivia Wilde, Luke Evans, Armie Hammer, Cillian Murphy e Michael Smiley sono entrati nel cast, con Ben Wheatley alla regia del film, che aveva scritto insieme a Amy Jump; Wheatley e Andy Starke hanno prodotto il film tramite la loro Rock Films e Film4 Productions ha prodotto e finanziato il film. Nell'aprile 2015, la Wilde ha abbandonato il progetto per via di altri impegni presi, venendo sostituita da Brie Larson.

### Riprese
Le riprese sono cominciate l'8 giugno 2015 e si sono concluse il 17 luglio.

## Promozione
Il primo trailer è stato mostrato il 9 settembre 2016.

## Distribuzione
Il film è stato presentato in anteprima mondiale l'8 settembre 2016 al Toronto International Film Festival, inoltre è stato il film di chiusura della 60ª edizione del London Film Festival e del 34° Torino Film Festival.
La pellicola è stata distribuita nelle sale cinematografiche britanniche il 31 marzo 2017 da StudioCanal.
In Italia sarà distribuito nei cinema il 7 dicembre 2017 da Movies Inspired.

## Riconoscimenti
- 2016 - Toronto International Film Festival
  - Grolsch People's Choice Midnight Madness Award
- 2016 - British Independent Film Awards
  - Candidatura per il miglior regista a Ben Wheatley